# 이인휘
이인휘(李仁徽, 1958년~)는 대한민국의 소설가이다. 1988년의 소설 《우리억센주먹》이 <녹두꽃>에 연재되면서 등단했으며, 2016년의 단편집 《폐허를 보다》로 만해문학상을 수상했다.